# Jan Rijspoort
Jan Rijspoort was een barokcomponist uit de Zuidelijke Nederlanden, werkzaam in Antwerpen op het einde van de 16e en het begin van de 17e eeuw.

## Morale Spreeckwoorden
Van Jan Rijspoort verscheen in Antwerpen bij uitgever Phalesius in 1617 de onvolledig bewaarde bundel Morale Spreeckwoorden, met meerstemmige liederen op Nederlandse tekst.